# Филармонический оркестр Гаваны
Филармонический оркестр Гаваны (исп. Orquesta Filarmónica de la Habana) — симфонический оркестр, существовавший в Гаване с 1924 года до 1959 года.
У истоков оркестра стоял испанский музыкант Педро Санхуан Нортес. Несмотря на то, что к моменту появления оркестра на Кубе уже существовал на протяжении двух лет Симфонический оркестр Гаваны под управлением Гонсало Роига, именно оркестр, созданный Санхуаном, стал ведущим коллективом страны. Помимо руководителей оркестра (среди которых были один из ведущих довоенных кубинских композиторов Амадео Рольдан и немецкий дирижёр Эрих Кляйбер) за его пультом в разные годы стояли такие музыканты с мировым именем, как Эрнест Ансерме, Томас Бичем, Бруно Вальтер, Эйтор Вилла Лобос, Рудольф Ганц, Дезире Дефо, Антал Дорати, Клеменс Краус, Сергей Кусевицкий, Пьер Монтё, Шарль Мюнш, Фабьен Севицкий, Уолтер Хендл, Серджиу Челибидаке; на постоянной основе с оркестром работали Игорь Маркевич и Артур Родзинский.
Оркестр прилагал усилия к тому, чтобы держать кубинскую публику в курсе мировых музыкальных новинок. Так, скрипичный концерт Игоря Стравинского был исполнен в Гаване Самуилом Душкиным 29 февраля 1932 года, через 4 месяца после мировой премьеры. Среди других солистов, выступавших с оркестром, — Клаудио Аррау, Натан Мильштейн, Руджеро Риччи, Артур Рубинштейн, Айзек Стерн, Кирстен Флагстад, Яша Хейфец, Джордже Энеску.
Оркестр был распущен в январе 1959 года, его последний художественный руководитель Альберто Болет бежал из страны под страхом ареста. В том же году был создан новый Национальный симфонический оркестр Кубы.

## Руководители оркестра
- Педро Санхуан Нортес (1924—1932)
- Амадео Рольдан (1932—1939)
- Массимо Фречча (1939—1943)
- Эрих Кляйбер (1943—1948)
- Фридер Вайссман (1950)
- Альберто Болет (1951—1959)